# Baptiste Gault

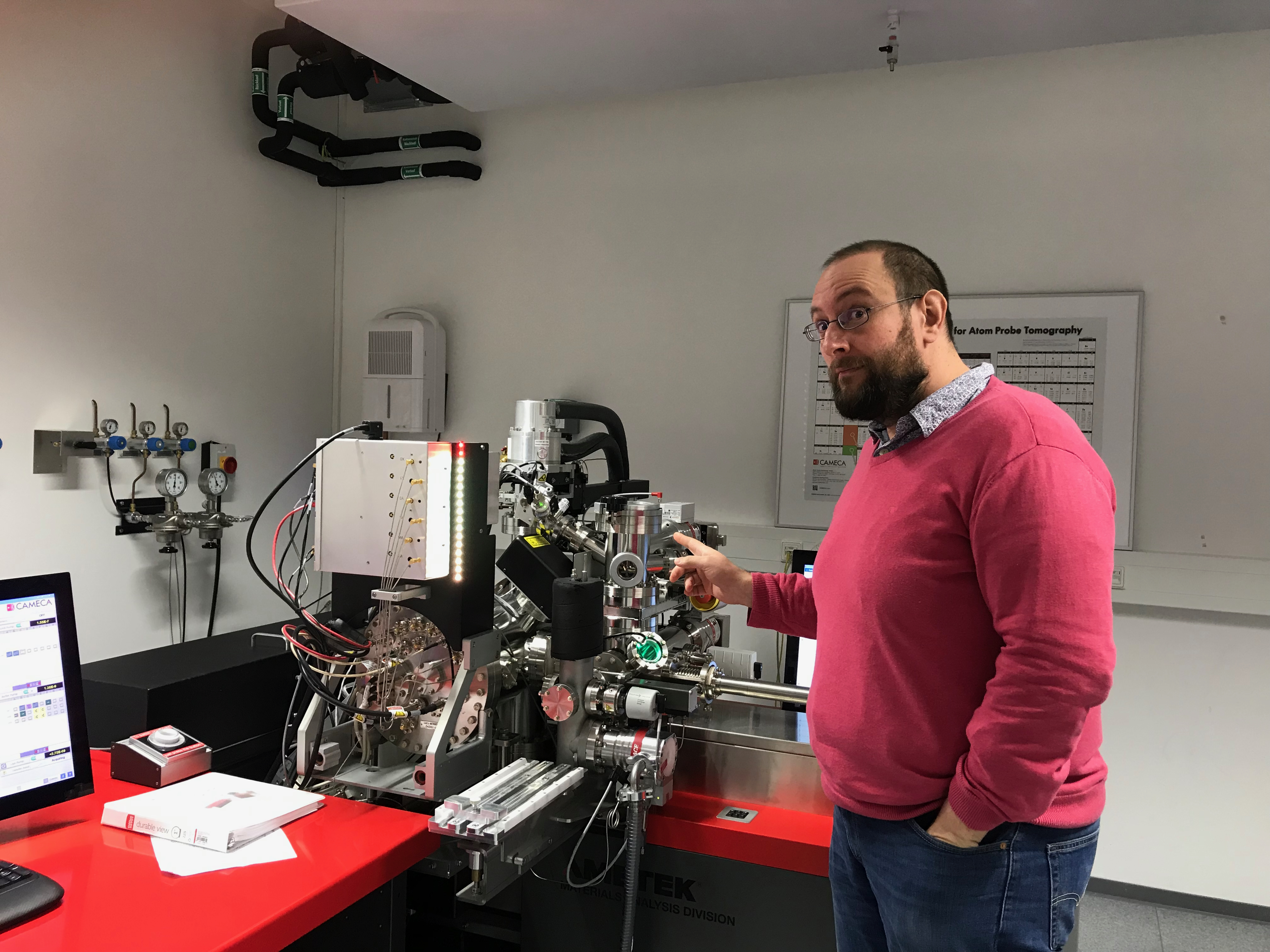
Gault vor seinem Gerät (2019)

Baptiste Jean Germain Gault ist ein französischer Physiker und Materialwissenschaftler.
Gault studierte ab 1998 Physik in Le Havre (Master-Abschluss 2002), an der Universität Paris VII und in Rouen, wo er 2007 promoviert wurde. In seiner Dissertation baute er ultraschnelle Laserquellen in eine Atomsonde ein, was die Untersuchung nicht nur von Metallen, sondern auch von Isolatoren und Halbleitern sowie biologischen Materialien und Keramiken auf atomarer Ebene ermöglichte. Als Postdoktorand war er von 2007 bis 2015 in Sydney, Oxford und Hamilton (Ontario) (Assistant Professor an der McMaster University 2012). Seit 2016 leitet er die Gruppe Atomsondentomografie am Max-Planck-Institut für Eisenforschung in Düsseldorf. Außerdem ist er in Teilzeit Reader am Imperial College London.
Er verbesserte die Techniken der Atomsondenmikroskopie und -tomografie in den Materialwissenschaften, was dreidimensionale atomar aufgelöste Bilder ermöglicht.
2018 erhielt er einen ERC Consolidator Grant. 2020 erhielt er den Gottfried-Wilhelm-Leibniz-Preis.

## Schriften (Auswahl)
- zusammen mit Michael P. Moody, Julie M. Cairney, Simon P. Ringer: Atom Probe Microscopy (= Springer series in materials science). Springer, New York 2012, ISBN 978-1-4614-3435-1.